# Вејн Симондс
Вејн Симондс (енгл. Wayne Simmonds — Торонто, 26. август 1988) професионални је канадски хокејаш на леду који игра у нападу на позицијама десног крила.
Члан је сениорске репрезентације Канаде за коју је на међународној сцени дебитовао на светском првенству 2013. године.
Учествовао је на улазном драфту НХЛ лиге 2007. где га је као 31. пика у другој рунди одабрала екипа Лос Анђелес кингса. 